# Пенетрантность

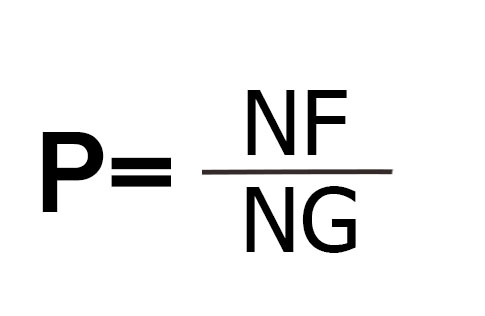
Формула для рассчёта пенетрантости: P- пенетрантность; NF - количество особей, выражающих фенотип F; NG - количество особей с генотипом G, ассоциированным с фенотипом F

Пенетрантность (генетика популяций) — показатель фенотипического проявления аллеля в популяции. Определяется как отношение (обычно — в процентах) числа особей, у которых наблюдаются фенотипические проявления наличия аллеля, к общему числу особей, у которых данный аллель присутствует в необходимом для фенотипического проявления количестве копий (в зависимости от характера доминирования, для фенотипического проявления может быть достаточно только одной копии аллеля или двух, если для фенотипического проявления необходимо, чтобы особь была гомозиготна по данному гену).
Например, фраза «аллель A обладает пенетрантностью 95 %» означает, что из всех особей, у которых данный аллель имеется в необходимом числе копий, лишь у 95 % наличие этого аллеля можно установить по показателям фенотипа. Полная пенетрантность — это 100-процентное фенотипическое проявление наличия данного аллеля в пределах популяции.
Проще говоря, это частота проявления гена в признаках.
Термин пенетрантность был предложен в 1926 году Н. В. Тимофеевым-Ресовским и О. Фогтом.